# ソパ・デ・アホ
ソパ・デ・アホ（スペイン語: Sopa de Ajo）はスペイン・カスティーリャ地方の伝統的なスープ。ソパ・カスティジャーナ（スペイン語: sopa castellana）、ソパ・カステリャーナ、アホスープ、アホのスープとも呼ばれる。
時間が経って堅くなったパンを再利用する料理である。

## 概要
ソパはスープ、アホはニンニクの意である。
裕福ではない羊飼いが作っていた食事とされ、堅くなったパンを煮込んで柔らかく食べられるようにした料理であるとされている。

## レシピの例
以下にレシピの例を示す。
材料
- ニンニク
- パン
- オリーブオイル
- 生ハム
- 水、またはスープストック
- 鶏卵
- パプリカパウダー
- パセリ
- 塩、白胡椒

作り方
1. スライスした、または粗みじん切りにしたニンニクとオリーブオイルを鍋に入れ、弱火で炒める。
2. 生ハムを入れ、ニンニクがきつね色になるまで炒める。
3. パプリカパウダーを加える。
4. 水、またはスープストックを加える。
5. パンをちぎって加える。
6. 軽く沸騰するくらいの弱火で15分から30分くらい煮込む。水気が無くなるようなら水を加える。
7. 塩、白胡椒で味を整え、溶き卵を回し入れる。ポーチドエッグを後から乗せても良い。
8. 盛り付けて、パセリを振る。